# جويل شيرمان
جويل شيرمان (بالإنجليزية: Joel Sherman)‏ هو لاعب السكرابل ‏ أمريكي، ولد في 1962.